# 케이샤 뷰캐넌
케이샤 뷰캐넌(Keisha Buchanan, 1984년 10월 30일 ~ )은 잉글랜드의 가수로, 슈가베이비스의 전 멤버이다.